# نابنط بهي
نابنط بهي (الاسم العلمي:Nepenthes speciosa) هو نوع غير مؤكد من النباتات يتبع جنس النابنط من الفصيلة النابنطية.